# Hadley and Leegomery
Hadley and Leegomery är en civil parish i Telford and Wrekin i Storbritannien. Den ligger i grevskapet Shropshire och riksdelen England, i den södra delen av landet, 210 km nordväst om huvudstaden London. Orten har 14 466 invånare (2011).